# Hadena tripolensis
Hadena tripolensis är en fjärilsart som beskrevs av Emilio Berio 1978. Hadena tripolensis ingår i släktet Hadena och familjen nattflyn. Inga underarter finns listade i Catalogue of Life.